# The Family Plan
The Family Plan è un film del 2023 diretto da Simon Cellan Jones.
La pellicola è stata distribuita negli Stati Uniti il 15 dicembre 2023.

## Trama
Buffalo. Dan Morgan, un ex assassino che lavora come venditore di auto, vive tranquillamente nella periferia di Buffalo con la moglie Jessica e i loro tre figli; gli adolescenti Nina e Kyle e il neonato Max. Dan è contento della sua vita sobria e non gli piace la violenza, la tecnologia e i social media. Nel frattempo, Jessica desidera più spontaneità ed eccitazione.
Dan e Jessica partecipano a un carnevale per il loro anniversario. Lui ha uno scontro quando qualcuno scatta apposta un selfie con loro che si baciano sullo sfondo per scherzo, quindi lo pubblica sui suoi social media. Dan se ne va, rifiutandosi di combattere. Poco dopo, Dan viene aggredito in un supermercato mentre fa la spesa con Max e sconfigge facilmente l'aggressore altamente addestrato. In seguito, Dan contatta il suo ex socio, Augie, per scoprire perché è successo. Suggerisce che si tratti dell'ex datore di lavoro di Dan, McCaffrey, e gli consiglia di sparire.
Dan, rendendosi conto che la foto del carnevale lo ha smascherato, ordina nuovi passaporti per lui e la sua famiglia.  Recupera Nina da scuola, Kyle da una sala giochi segreta, dato che è un famoso streamer di videogiochi, e Jessica dal lavoro, dicendo loro che stanno organizzando un viaggio improvvisato a Las Vegas, dove incontrerà Augie per ritirare i nuovi documenti.
Mentre lasciano la città, Dan si rende conto di essere seguito; quindi, il loro minivan deve avere un localizzatore. Al lavoro, usa un'area di servizio per trovarlo e rimuoverlo dal telaio. Nel frattempo, McCaffrey e la sua squadra perquisiscono la casa dei Morgan ma non riescono a trovare la loro destinazione, poiché Dan ha coperto le loro tracce. Guida tutta la notte fino a raggiungere Iowa City. Eccitata, Nina li supplica di visitare la Southern Iowa University poiché spera di seguire lì il suo fidanzato Trevor piuttosto che perseguire il suo obiettivo originale di frequentare Stanford. Scopre Trevor che la tradisce, quindi Dan le insegna mosse di arti marziali da usare su di lui. Durante un tour del campus, Dan combatte un altro degli assassini di McCaffery e lo immobilizza in un laboratorio di chimica prima di riunirsi alla sua famiglia.
Mentre viaggiano, la famiglia si avvicina. Arrivato a Las Vegas, Dan progetta di dire a Jessica la verità durante una cena romantica.  Gli adolescenti devono fare da babysitter a Max nella loro suite al piano attico, ma vanno tutti all'arena di gioco HyperX. Quando Dan e Jessica tornano nella loro suite per controllare i bambini, la squadra di McCaffrey li attacca. Li uccide rapidamente, scioccando Jessica. Diretti a HyperX per recuperare i bambini, ne consegue una sparatoria e la sua famiglia lo vede uccidere altri assassini.
Rivelando il suo vero nome come Sean, Dan finalmente confessa alla sua famiglia, che è indignata per il suo inganno. Tuttavia, dà loro i loro nuovi documenti d'identità, dicendo loro che le loro vite a Buffalo sono finite, ma Jessica prende i bambini e se ne va la mattina dopo, credendo che non siano in pericolo se lasciano Dan. Chiama la sua amica, Gwen, un agente di viaggio che si offre di riportarli a casa.
Jessica e i bambini scappano dopo che lei uccide la loro scorta e tornano a prendere Dan. McCaffrey chiama il suo esercito nell'hotel per ucciderlo. Dan affronta i mercenari, con Kyle che lo aiuta con un drone. Jessica combatte contro Gwen, e Jessica la trafigge mortalmente con un pezzo di bambù rotto come giavellotto, grazie alla sua esperienza di atletica. Scendono al piano di sotto, dove Nina distrae McCaffrey dall'uccidere Dan, dandogli il tempo di stenderlo, e lui viene preso in custodia.
I Morgan tornano alle loro vite a Buffalo; Dan ora gestisce un'azienda di sicurezza per addestrare i clienti a difendersi meglio dagli attacchi, mentre Jessica allena l'atletica leggera al liceo. Caricano un camper a noleggio per intraprendere un viaggio attraverso il paese per portare Nina a Stanford.

## Produzione
Nell'agosto 2022, Apple Studios ha annunciato un film commedia d'azione di Skydance Media e Municipal Pictures con protagonista Mark Wahlberg. Nell'ottobre 2022, Michelle Monaghan e Saïd Taghmaoui si sono uniti al cast. Altri membri del cast aggiunti sono stati Ciarán Hinds, Maggie Q, Zoe Colletti, Van Crosby e Miles Doleac.
Le riprese principali sono iniziate nell'ottobre 2022 ad Atlanta, Georgia, con il titolo provvisorio Holiday Road. Una concessionaria di automobili a Canton, Georgia, è stata utilizzata come location per il film. Un elicottero è stato utilizzato per filmare riprese aeree nel centro di Buffalo, New York, all'inizio di novembre. Una gelateria a Clermont, Georgia, è stata trasformata nel Lambert's Diner per il film. Nel febbraio 2023, Wahlberg ha girato scene al The Strat casino resort di Las Vegas e ha anche terminato le riprese.

## Sequel
Nel marzo 2024, Jones ha stuzzicato l'attenzione dicendo che il sequel era in fase di scrittura. Il 30 ottobre 2024, Apple TV+ ha annunciato il sequel, con Jones, Coggeshall e Wahlberg che sono tornati rispettivamente come regista, sceneggiatore e produttore. L'11 dicembre è stato confermato che Kit Harington si è unito al cast principale che è pronto a riprendere i propri ruoli.